# Nate Dogg
Nathaniel Dwayne Hale (Clarksdale, Mississippi, 1969. augusztus 19. – Long Beach, Kalifornia, 2011. március 15.), művésznevén Nate Dogg, amerikai rapper, énekes és színész. A West Coast Hip Hop és a G-funk műfaj úttörői között említik. Karrierje során a 213 rap trió tagja volt és szólókarrierje során olyan előadókkal működött együtt, mint Dr. Dre, Eminem, Warren G, Tupac Shakur, Westside Connection, Snoop Dogg, 50 Cent, Ludacris, Xzibit, és Shade Sheist. Három szóló albumot adott ki, G-Funk Classics, Vol. 1 & 2 néven 1998-ban, Music and Me címen 2001-ben, és Nate Dogg címmel bootleg albumként 2003-ban és hivatalosan kiadva CD-n 2014-ben.
Az 1994-es, Warren G - Regulate című számában énekelte a refrént, ez után figyeltek fel rá szélesebb körökben.
Nate Dogg gyermekkorától kezdve énekelt egy templomi gospel kórusban, az itt megszerzett tudást használta fel később karrierjében. (Néhány évvel halála előtt alakított egy gospel kórust Innate Parise néven.)
2007 és 2008-ban is volt két szélütése, amik következtében testének baloldala lebénult, illetve egyszer újra kellett tanulnia énekelni is,  ezekből még felépült. Nate Dogg 2011-ben halt meg Long Beach-en, Kaliforniában, a korábbi években elszenvedett stroke-jai miatt.

## Díjak és jelölések
Karrierje során Nate Dogg-ot négy Grammy-díj-ra jelölték. A jelölések:
| Kategória                                                                                  | Műfaj | Dal                | Év   |
| ------------------------------------------------------------------------------------------ | ----- | ------------------ | ---- |
| Best Rap/Sung Collaboration (Eminem-mel közreműködve)                                      | Rap   | "Shake That"       | 2007 |
| Best Rap/Sung Collaboration (Ludacris-szal közreműködve)                                   | Rap   | "Area Codes"       | 2002 |
| Best Rap Performance by a Duo or Group (háttérzenész Dr. Dre és Snoop Dogg produkciójában) | Rap   | "The Next Episode" | 2001 |
| Best Rap Performance by a Duo or Group (Warren G-vel közreműködve)                         | Rap   | "Regulate"         | 1995 |

## További információ
- Hivatalos oldal
- Nate Dogg a PORT.hu-n (magyarul)
- Nate Dogg az Internetes Szinkronadatbázisban (magyarul)
- Nate Dogg az Internet Movie Database-ben (angolul)
- Nate Dogg a Rotten Tomatoeson (angolul)